# 史蒂夫·埃里克森
史蒂夫·埃里克森（英語：Steve Erickson，1961年8月14日—），美国男子帆船运动员。他曾代表美国参加1984年夏季奥林匹克运动会帆船比赛，联同威廉·厄尔·巴肯获得一枚金牌。